# Барвинівка
Барви́нівка (до 1960 року — Черниця) — село в Україні, у Брониківській сільській територіальній громаді Звягельського району Житомирської області. Кількість населення становить 698 осіб (2001). У 1923—2017 роках — адміністративний центр однойменної сільської ради.

## Географія
Розташоване за 21 км від районного центру, м. Звягель, та 4 км — від залізничної станції Звягель II. Через село протікає річка Рудня (Луб'янка).

## Населення
Станом на 1885 рік кількість мешканців становила 737 осіб, кількість дворів — 72.
Відповідно до результатів перепису населення Російської імперії 1897 року, загальна кількість мешканців села становила 1 281 особу, з них: православних — 1 199, чоловіків — 655, жінок — 626.
У 1906 році в поселенні налічувалося 1 270 жителів, дворів — 240, у 1923 році — 1 776 осіб, кількість дворів — 373.
Станом на 1972 рік кількість населення становила 1 300 осіб, дворів — 407.
Відповідно до результатів перепису населення СРСР, кількість населення, станом на 12 січня 1989 року, становила 875 осіб. Станом на 5 грудня 2001 року, відповідно до перепису населення України, кількість мешканців села становила 698 осіб.

### Мова
Розподіл населення за рідною мовою за даними перепису 2001 року:
| Мова       | Відсоток |
| ---------- | -------- |
| українська | 99,57 %  |
| російська  | 0,43 %   |

## Історія
На околиці села знайдено 339 римських монет ІІ століття. Перша згадка про село датується 1585 роком. Село, під помилковою назвою Щерниці, згадується в акті від березня 1585 року — у скарзі звягельського намісника Ільїнського та корецького війта Манцевича на берестейського воєводича Тишкевича — про переманювання до себе із маєтку Пулин селян, на умовах 20-річної пільги від панщини. При цьому Черниця згадується як володіння звягельського князя воєводи Київського Костянтина Костянтиновича Острозького, що входило до складу пулинського околодку і знаходилося під управлінням пулинського отамана Супруна.
У 1577 році належало до межиріцької власності, у 1581 році — до барашівського маєтку князя Костянтина Острозького, котрий вносив від 5 дворів та 11 загородників. У 1620 році — містечко без магдебурзького права, мало 250 вільних людей, сплачувало 60 злотих князю Острозькому. В селі було 9 Тяглі селяни, 4 підсусідки та 3 панцирних бояр, церква.
В акті від 7 січня 1650 року Щасний Вонсовський, уповноважений дружини віленського воєводи та гетьмана вольного князівства Литовського Анни-Алеізії Ходкевич скаржився на орендного власника містечка Вільськ, пана Олександра Цеклинського, і на його слугу, Яна Белецького, що останній, перебуваючи козацьким писарем і маючи знайомство з війтом м. Черниця, Іваном Водянюком, вмовив, за посередництвом цього війта, біля 120 селян з містечка Черниця, м. Бровник, с. Стариков, с. Немильня, с. Пилиповичі, с. Лунчиці та інших сіл Звягельської волості, піти в орендований Цеклинським маєток і, вночі 20 грудня 1649 року, вивів їх з цих сіл з усім їхнім майном, привів до Вільська, де повністю пограбував їх. При цьому, у війта Івана Водянюка забрав 16 000 польських злотих — чиншевих, зібраних ним з селян Звягельської волості для поміщика, 2 000 злотих його власних, все майно та зброю.
Згадується в люстрації Житомирського замку 1754 року, як село, що перебувало в посесії Целестина Чаплича, сплачувало 5 злотих до замку та 12 злотих і 16 грошів — до скарбу.
У 1794 році, на кошти парафіян, збудовано дерев'яну церкву Вознесіння Господнього. Дзвіницю при ній збудовано у 1847 році. Церкву капітально відремонтовано за кошти поміщика, графа Тишкевича, та, частково, парафіян, у 1858 та 1877 роках. З 1839 року діє церковно-парафіяльна школа.
В другій половині 19 століття — село Рогачівської волості Новоград-Волинського повіту, на річці Луб'янка, за 70 верст від Житомира та 15 верст від Новограда-Волинського, до найближчої залізничної станції, Полонне — 50 верст. До парафії належали села Кам'яний Майдан (6 верст), Слобода-Черницька (5 верст) та Гута-Дзекунка (6 верст) та філіальна церква у с. Немильня. Церкві належали ставок в урочищі Орелець та близько 66 десятин землі, на котру, 1870 року, складено план. Земля суглиниста, місцями — піщана. Сусідні парафії — Броники та Гульськ, за 5 верст.
Станом на 1885 рік — колишнє власницьке село Гульської волості Новоград-Волинського повіту Волинської губернії, на річці Луб'янці. Були православна парафія, заїзд, водяний млин.
В кінці 19 століття — Черниця (пол. Czernica), село Рогачівської волості Новоград-Волинського повіту, на річці Луб'янка, притоці Случі, за 15 верст від Новограда-Волинського та 5 верст від поштової станції в Брониках. Входило до гульського ключа, власність Людгардів з Тишкевичів-Яблунівських. Над річкою було городище, оточене валами.
У 1906 році — село Рогачівської волості (3-го стану) Новоград-Волинського повіту Волинської губернії. Відстань до повітового центру, м. Новоград-Волинський, становила 18 верст, до волосного центру, міст. Рогачів — 12 верст. Найближче поштово-телеграфне відділення розташовувалося в Рогачеві.
У 1923 році увійшло до складу новоствореної Черницької (згодом — Барвинівська) сільської ради, котра, від 7 березня 1923 року, включена до складу новоутвореного Новоград-Волинського району Житомирської (згодом — Волинська) округи; адміністративний центр ради. Відстань до районного центру, м. Новоград-Волинський — 12 верст. 20 червня 1930 року, в складі сільської ради, увійшло до новоствореного Соколовського німецького національного району, 15 вересня 1930 року — до Новоград-Волинського району, 1 червня 1935 року — до складу Новоград-Волинської міської ради Новоград-Волинської округи.
На фронтах Другої світової війни воювали 260 селян, 126 з них загинули, 135 відзначені державними нагородами. У 1961 році на їх честь встановлено пам'ятник.
В радянські часи в селі розміщувалася центральна садиба колгоспу, що користувався 3 400 га угідь, в тому числі, 2 500 га — ріллі. Господарство вирощувало жито, пшеницю, льон, картоплю, розвивало м'ясо-молочне тваринництво. В селі були середня школа, бібліотека, медпункт, майстерня побутового обслуговування.
4 червня 1958 року, в складі сільської ради, включене до відновленого Новоград-Волинського району Житомирської області. 5 серпня 1960 року село перейменоване на Барвинівку, з відповідним перейменуванням сільської ради.
У 2017 році увійшло до складу новоствореної Брониківської сільської територіальної громади Новоград-Волинського району Житомирської області.

## Відомі люди
- Гордійчук Олександр Михайлович (1983—2014) — сержант Збройних сил України, учасник російсько-української війни.
- Плохотюк Іван Васильович (1997—2022) — солдат Збройних сил України, учасник російсько-української війни.